# Acquara
Acquara è un canale artificiale che percorre la Romagna centrale, con due funzioni fondamentali: la canalizzazione delle acque per l'irrigazione derivate dal Canale Emiliano Romagnolo, nel suo tratto a ovest della via Dismano, e la bonifica della ex-Valle Standiana, ad est della stessa strada.
Nel suo basso corso si divide in due rami: il principale, l'Acquara Alta, si immette nel fiume Bevano presso la Pineta di Classe, e il secondario, l'Acquara Bassa, funge da scolo delle acque del fiume Standiana presso il bacino di canottaggio e viene immessa nel Fosso Ghiaia da un'idrovora.